# Thinte
De Thinte is een riviertje met een lengte van 17 km in het stroomgebied van de Maas.
Hij stroomt in het noorden van de Franse departement Meuse. De Thinte mondt uit in de Loison, een zijriviertje van de Chiers, die op haar beurt in de Maas uitstroomt.